# 西浩斗
西 浩斗（にし ひろと、2002年11月16日 - ）は、ジャパンラグビーリーグワンの九州電力キューデンヴォルテクスに所属しているラグビーユニオン選手。

## 経歴
2018年、熊本県立熊本西高等学校に入学。高3の時に、花園（全国高等学校ラグビーフットボール大会）にフルバックで出場した。
2021年、京都産業大学に進学。大学選手権（全国大学ラグビーフットボール選手権大会）には、2年次から4年次まで先発ウィングで出場し続けた。
2025年4月1日、ジャパンラグビーリーグワンの九州電力キューデンヴォルテクスに加入した。